# Calera de León
Calera de León est une commune d’Espagne, dans la province de Badajoz, communauté autonome d'Estrémadure.

## Situation
La ville est située sur une colline de 709,4 mètres au cœur d'une région montagneuse (Sierra Tentudía), se situant à 126 km de Badajoz et 101 km de Séville, et appartenant à la région du Tentudía et Parti Zafra judiciaire.
Dans ce canton se trouve le mont Tentudía, qui est le plus élevé dans la province de Badajoz, à 1 104 m.
La ville comptait 1 070 habitants au recensement 2008.
En octobre 2007, elle a été choisie, avec 19 autres villes du Vieux continent, pour faire partie du film documentaire Peuples de l'Europe, ce qui en fait l'une des rares villes espagnoles à faire partie de ce projet audiovisuel produit chaque année par l'entreprise Couleurs Groupe Communication.

### Autres points d'intérêt
- San Marcos : du 24 au 26 avril.
- San Isidro Labrador : du 15 au 18 mai.
- Festival de la Vierge, monastère de Tentudía : le 15 août.